# Shadows Fall
Shadows Fall sind eine Metalband aus Boston (USA). Ihre Musik ist sowohl vom klassischen amerikanischen Thrash Metal (z. B. Metallica, Anthrax, Slayer) als auch vom skandinavischen Melodic Death Metal (z. B. In Flames, Dark Tranquillity, At the Gates) beeinflusst.

## Geschichte
Die Band wurde 1995 gegründet. 1997 erschien das Debütalbum Somber Eyes to the Sky auf Lifeless Records, der Plattenfirma des Gitarristen Matt Bachand. Mit dem Album konnte die Band Achtungserfolge in ihrem Heimatstaat Massachusetts erzielen und bekamen einen Plattenvertrag bei Century Media.
Im Jahr 2000 erschien mit Of One Blood das zweite Studioalbum. Mit Brian Fair hat die Band einen neuen Sänger verpflichtet. Man ging auf Welttournee mit unterschiedlichen Künstlern wie den Misfits, King Diamond und In Flames.
Im September 2002 wurde das dritte Album The Art of Balance veröffentlicht. Angetrieben von einer neuen Rhythmussektion um den neuen Schlagzeuger Jason Bittner fand ihren Weg, die perfekte Balance zwischen Melodie und Härte zu vertonen. Das Album verkaufte sich als erstes der Century-Media-Geschichte mehr als 100.000 Mal in den USA. Mit The Art of Balance wurden Shadows Fall auch in Europa bekannt. Der Metal Hammer kürte The Art of Balance zum Album des Monats.
Im Folgejahr wurden Shadows Fall zur weltbekannten Ozzfest-Tour eingeladen. Es folgten prestigeträchtige Tourneen mit Killswitch Engage und Lamb of God.
Der endgültige Durchbruch gelang der Band mit ihrem vierten Album The War Within, welches im September 2004 veröffentlicht wurde. Produziert wurde das Album von „Zeuss“, der schon für Hatebreed und Blood Has Been Shed gearbeitet hat. Bis heute wurden in den USA mehr als 300.000 Exemplare verkauft.

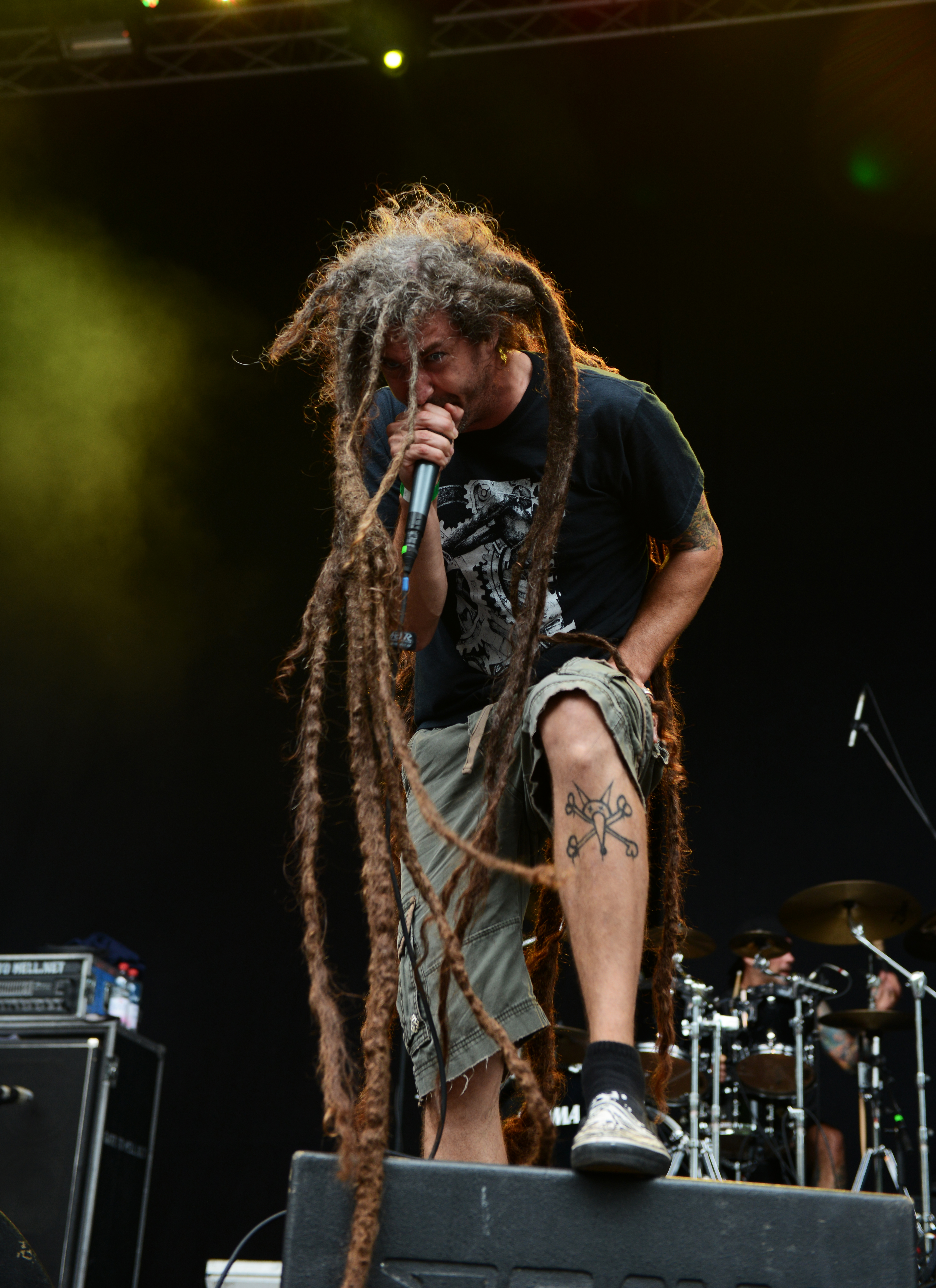
Brian Fair beim Turock Open Air in Essen, 2014

Im November 2005 erschien die erste DVD mit dem Titel The Art of Touring. Die DVD enthält ein Livekonzert, Backstageaufnahmen sowie sechs Videoclips. Im Mai 2006 erscheint mit Fallout from the War noch eine Kompilation mit sechs Liedern, die während der Aufnahmen für The War Within entstanden sind, Neuaufnahmen von B-Seiten und drei Coverversionen. Ihr Lied The Light That Blinds wurde 2006 in das Playstation 2 Spiel Guitar Hero 2 von Activision zum Mitspielen eingefügt.
Shadows Fall haben mittlerweile Century Media verlassen. In Nordamerika stehen sie nun bei Atlantic Records unter Vertrag, während für den Rest der Welt Roadrunner Records zuständig ist. Das neue Album Threads of Life ist im März 2007 erschienen.
Im April 2008 erschien das Century Media-Debüt "Of One Blood" in einer "Remastered"-Version. Die soundtechnischen Verbesserungen lassen sich auf der Myspace-Seite der Band begutachten. Dort wurde auch bekanntgegeben, dass Shadows Fall am 17. September 2009 ein neues Album veröffentlichen werden. 2012 veröffentlichte die Band über das Label Razor & Tie Records ihr siebtes Studioalbum.
Ende August 2014 gab die Band auf Facebook bekannt, nach ihrer laufenden US-Tournee, eine musikalische Pause einzulegen.

## Diskografie

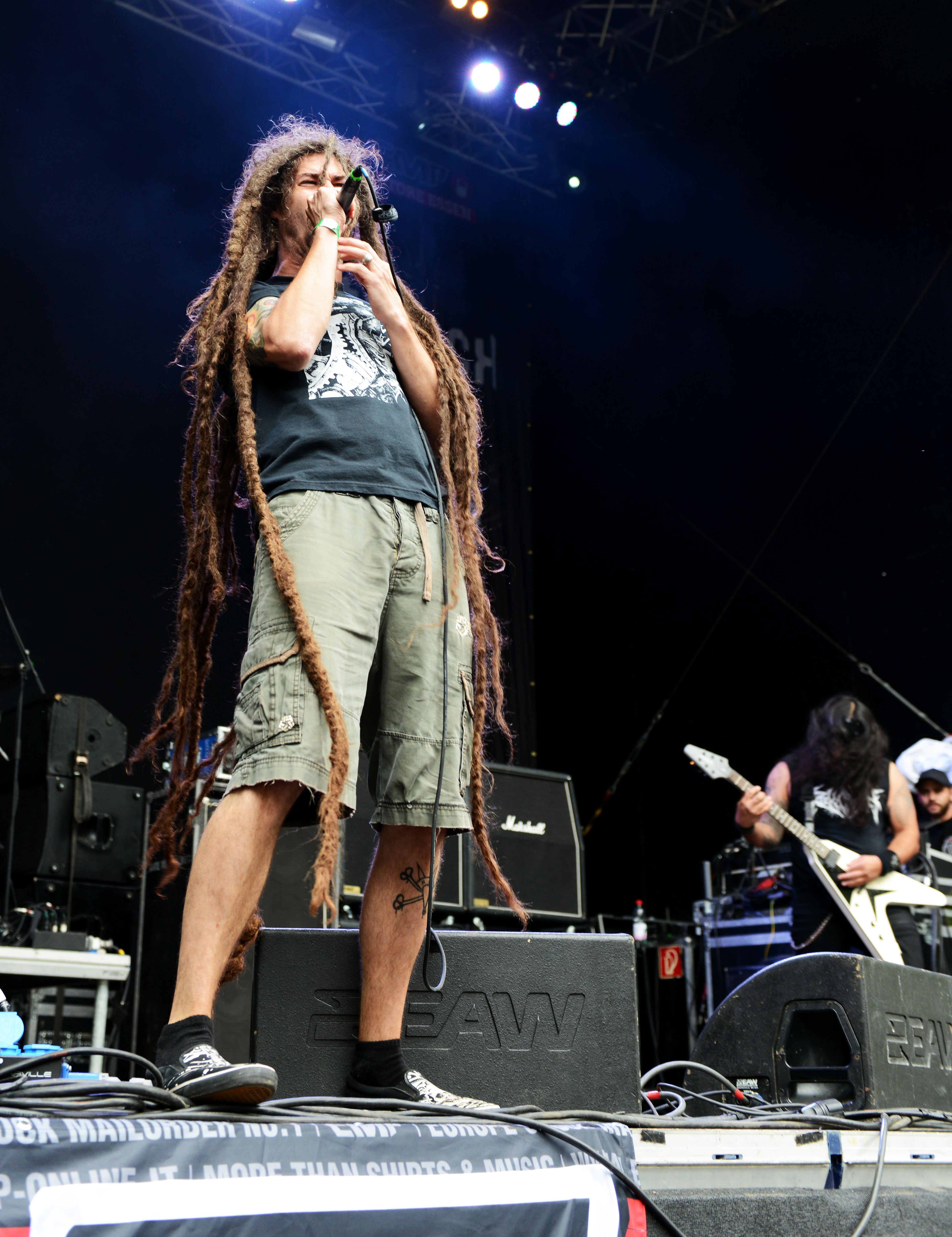
Brian Fair, 2014
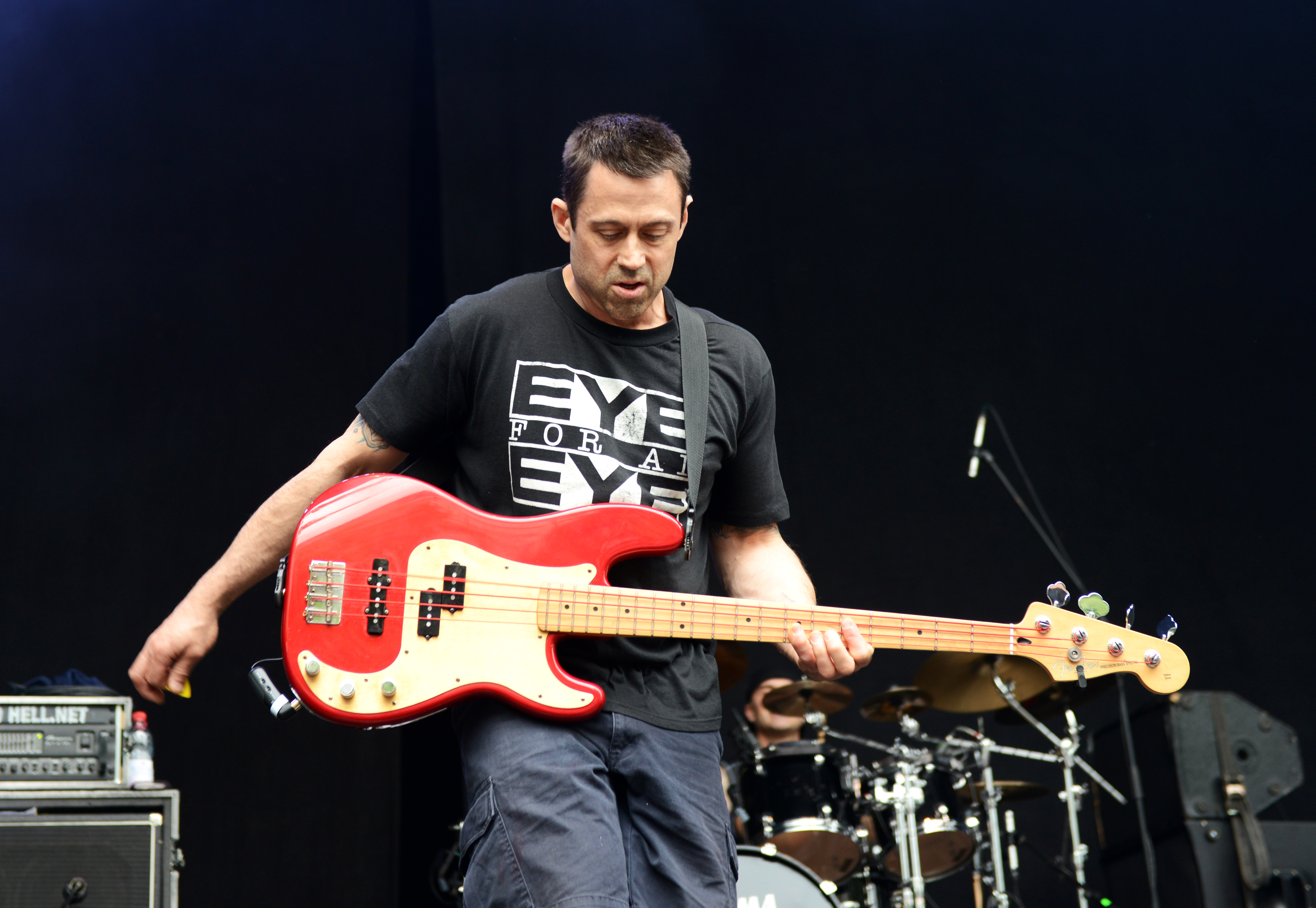
Paul Romanko, 2014
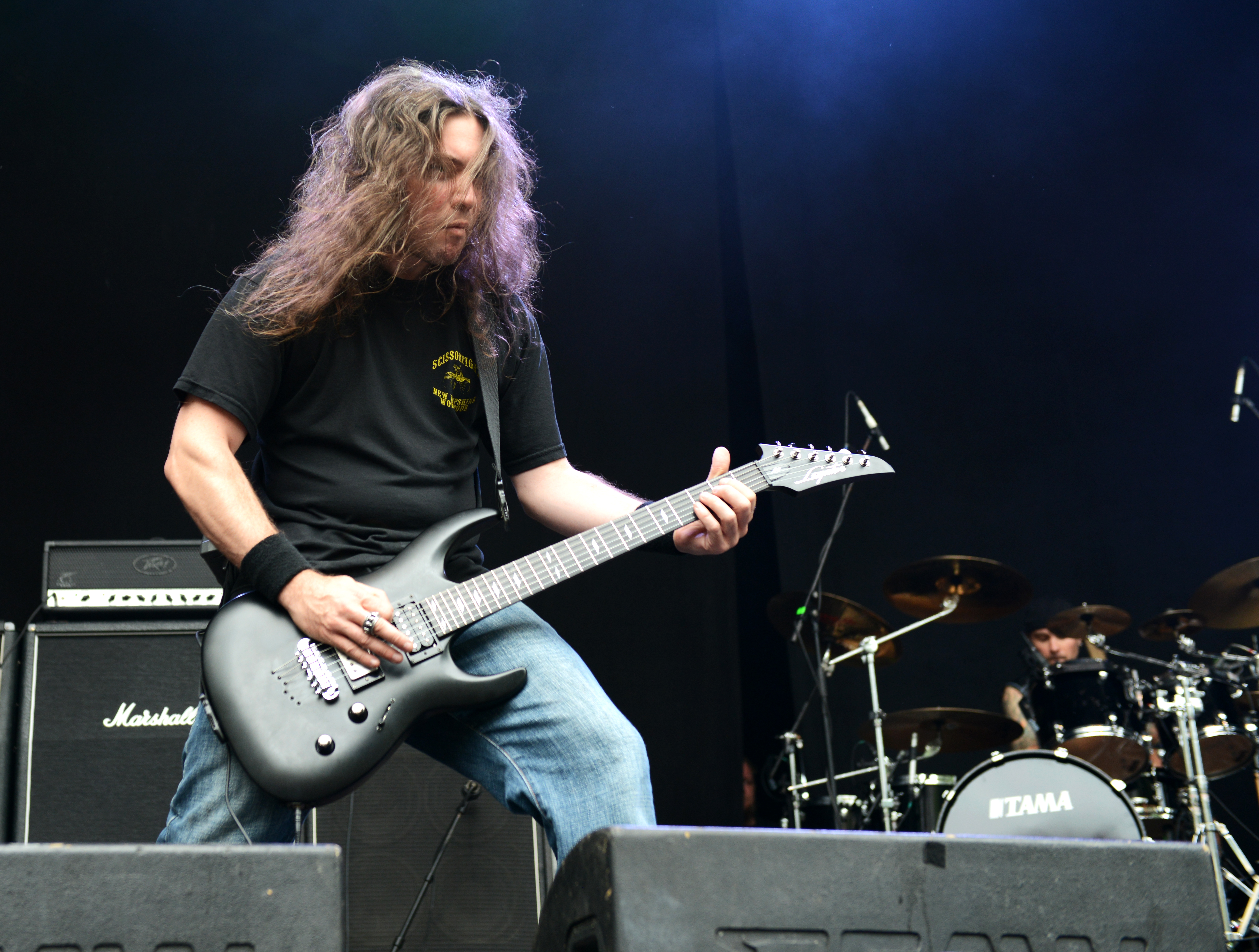
Matt Bachand, 2014
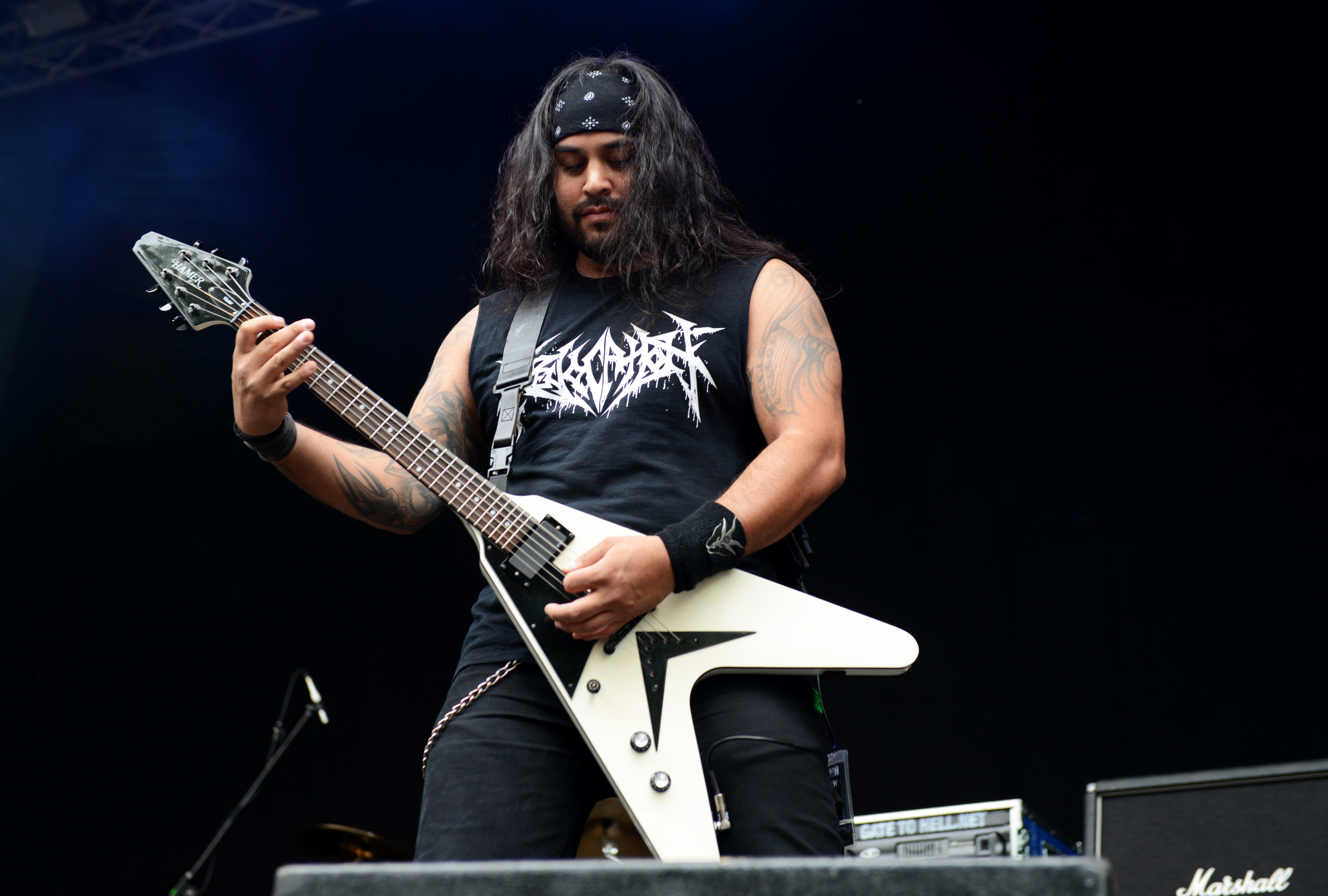
Felipe Roa, 2014

### Studioalben
- 1997: Somber Eyes to the Sky
- 2000: Of One Blood
- 2002: The Art of Balance
- 2004: The War Within
- 2007: Threads of Life
- 2009: Retribution
- 2012: Fire from the Sky

### EPs und Kompilationen

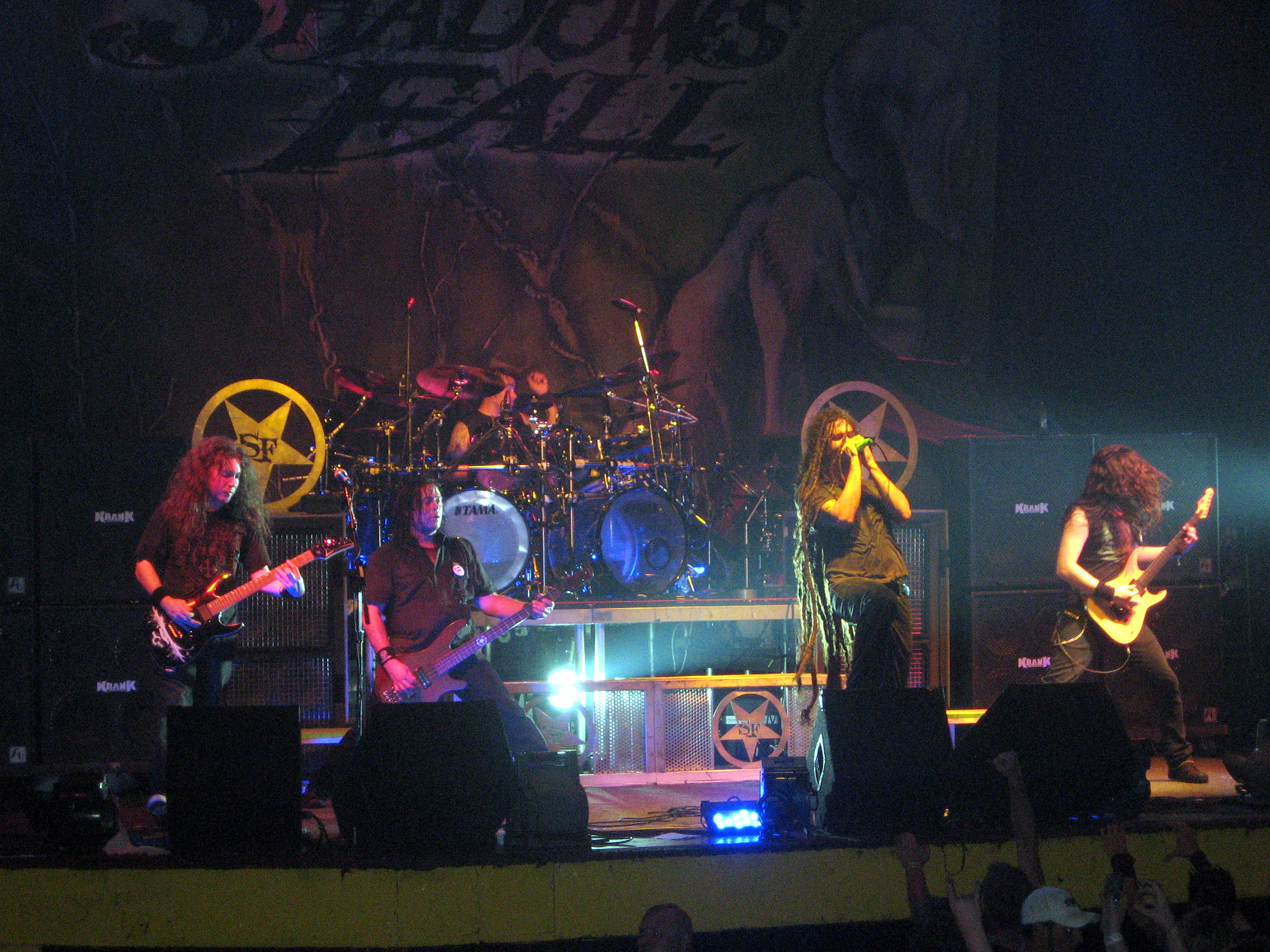
Shadows Fall auf der Bühne, 2007. Von links nach rechts: Matt Bachand, Paul Romanko, Jason Bittner, Brian Fair und Jonathan Donais.

- 1998: To Ashes (Nur als 7″ Schallplatte veröffentlicht)
- 2001: Deadworld EP (Nur in Japan veröffentlicht)
- 2002: Fear Will Drag You Down (Wiederveröffentlichung von Of One Blood)
- 2005: The Art of Touring (DVD)
- 2006: Fallout from the War (Kompilation)
- 2007: Redemption (3-Track Maxi-CD)
- 2007: Seeking the Way: The Greatest Hits
- 2008: Of One Blood (Remastered)

### Musikvideos
- 2002: Thoughts Without Words
- 2002: Destroyer of Senses
- 2002: The Idiot Box
- 2004: The Power of I and I
- 2004: What Drives the Weak
- 2004: Enlightened by the Cold
- 2005: Inspiration on Demand
- 2006: In Effigy
- 2007: Redemption
- 2007: Burning the Lives
- 2007: Another Hero Lost
- 2008: Forevermore
- 2009: Still I Rise